# Mario & Sonic at the Rio 2016 Olympic Games
Mario & Sonic at the Rio 2016 Olympic Games är ett sportspel som släpptes 2016. Det är det femte spelet i Mario & Sonic-serien.
Spelet tillkännagavs av Nintendo den 30 maj 2015. Precis som de tidigare spelen i serien är Mario & Sonic at the Rio 2016 Olympic Games officiellt licenserat av Internationella Olympiska Kommittén. Båda utgåvorna av spelet kom ut 2016. Sega utannonserade en arkadversion av spelet och kommer att släppas i Japan 2016.